# Districte de Faro
Faro és un districte de Portugal que coincideix amb regió històrica de l'Algarve.
Limita al nord amb el districte de Beja; a l'est amb Andalusia (Espanya), i al sud i a l'oest amb l'Atlàntic. Té una superfície de 4.960 km² i una població de 395.208 (2001). La capital del districte és la ciutat de Faro.

## Municipis de Faro
El districte de Faro es divideix en 16 municipis:
- Albufeira
- Alcoutim
- Aljezur
- Castro Marim
- Faro
- Lagoa
- Lagos
- Loulé
- Monchique
- Olhão
- Portimão
- São Brás de Alportel
- Silves
- Tavira
- Vila do Bispo
- Vila Real de Santo António

## Principals ciutats
Faro, Portimão.